# Prunus laurocerasus
Il lauroceraso (Prunus laurocerasus L.) è un albero sempreverde della famiglia delle Rosacee, diffuso nel bacino del Mediterraneo orientale.

## Etimologia
L'epiteto specifico fa riferimento a laurus (alloro) e cerasus (ciliegio), per la somiglianza delle foglie con quelle dell'alloro (Laurus nobilis) e drupe simili a quelle dei ciliegi.

## Descrizione
È un albero di media altezza, che può raggiungere i 15 m di altezza. 
Le foglie sono verde scuro, molto più chiare e lucide quando giovani; spesse 1-1,5 mm e coriacee; di forma oblunga, tondeggiante verso l'apice, lievemente seghettate lungo i margini.
l fiori sono di colore bianco avorio, ermafroditi, disposti a racemo; dall'odore gradevole lievemente acido. Fiorisce tra aprile e giugno.
I frutti sono drupe (1 cm ca.) rosse-violacee quando acerbe, e nero-bluastre una volta raggiunta la maturazione.

## Distribuzione e habitat
Prunus laurocerasus è originario di una zona che si estende dalla penisola balcanica, attraverso il Caucaso e l'Asia minore, fino all'Iran e alla Libia.

## Coltivazione
- Terreno neutro (pH non superiore a 7,5), umido;
- altitudine non superiore ai 300 metri (ideali) o 700 metri (effettivi);
- predilige una zona soleggiata per almeno una parte del giorno;
- è abbastanza resistente al freddo ed alle malattie[2].

## Usi
Prunus laurocerasus  trova impiego come pianta ornamentale e da barriera (siepe) grazie al suo fitto fogliame.
È pianta visitata dalle api che ne raccolgono il liquido secreto alla base delle foglie  e il nettare e il polline dei fiori.
Il distillato, l'acqua di lauroceraso, può essere usato come calmante per la tosse. Se assunto in quantità eccessive può provocare un'intossicazione.
Vengono ricavati spesso degli oli essenziali usati come aroma (in quantità minime) nei liquori, dall'odore di mandorle amare tipico della benzaldeide, prodotto della demolizione idrolitica dell'amigdalina (che produce anche acido cianidrico, inodore).
L'alta concentrazione di acido cianidrico rende questa pianta tossica per l'uomo e per gli animali domestici, in caso di ingestione accidentale.

### Avvertenza
I semi, così come le foglie, sono velenosi per l'uomo per la presenza di acido cianidrico, ottenuto per saponificazione, in una dose di 50:80 (dove 50 è la mole delle drupe e 80 il peso in kg di un individuo) e non devono essere consumati.

## Galleria d'immagini

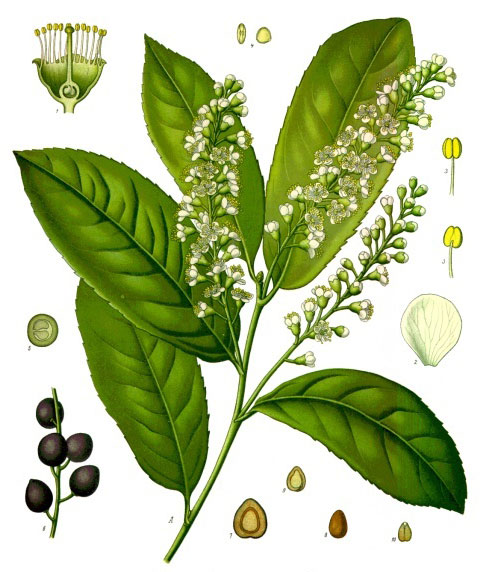
Illustrazione di Prunus laurocerasus
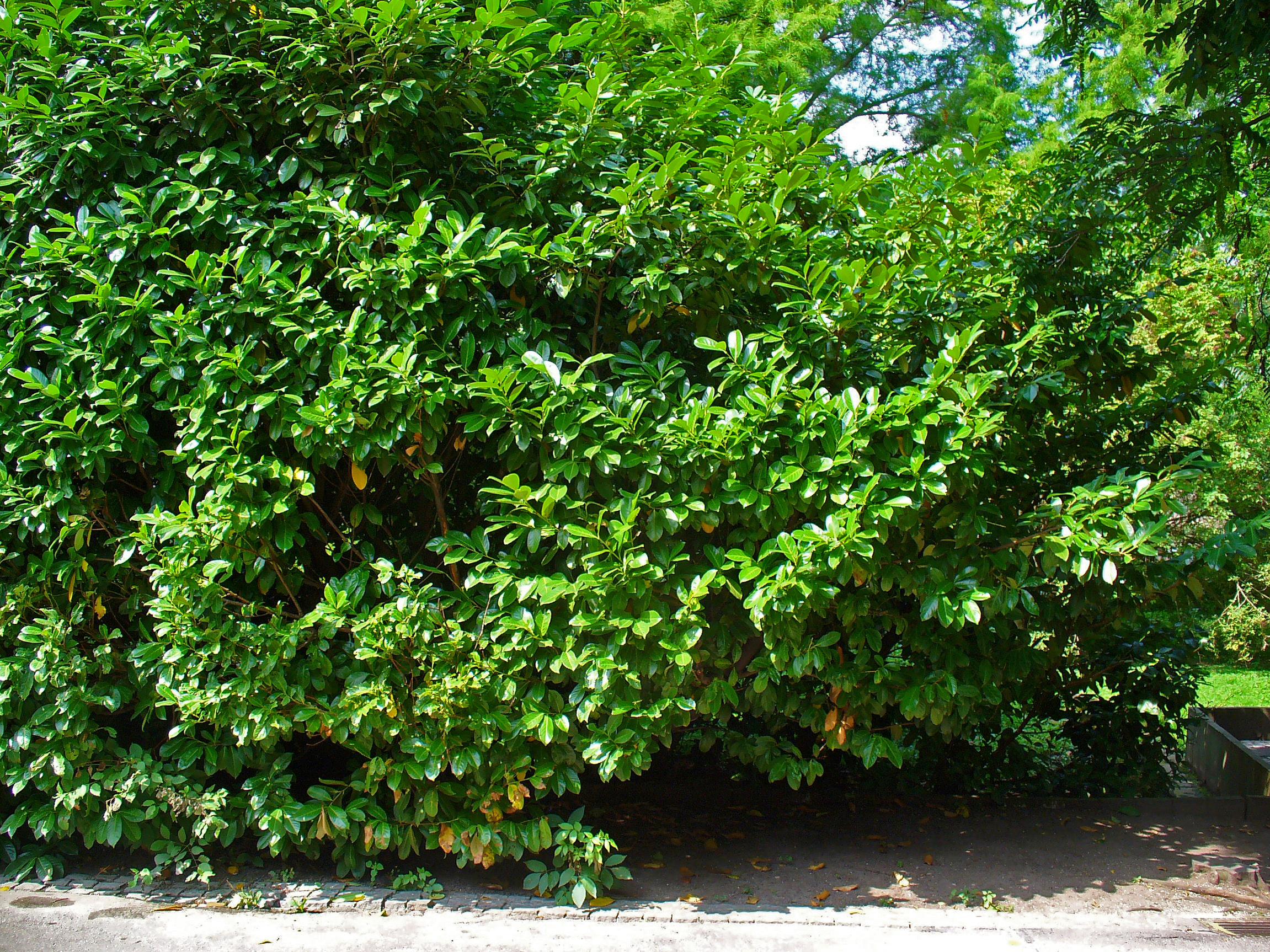
Prunus laurocerasus
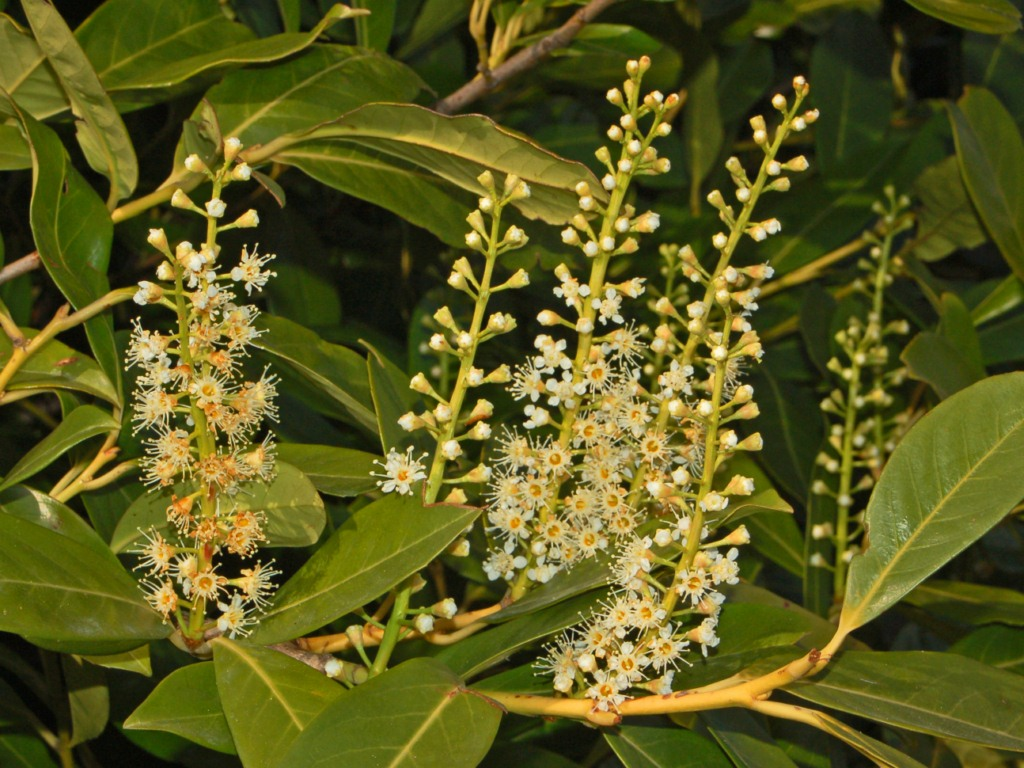
Infiorescenze di Prunus laurocerasus
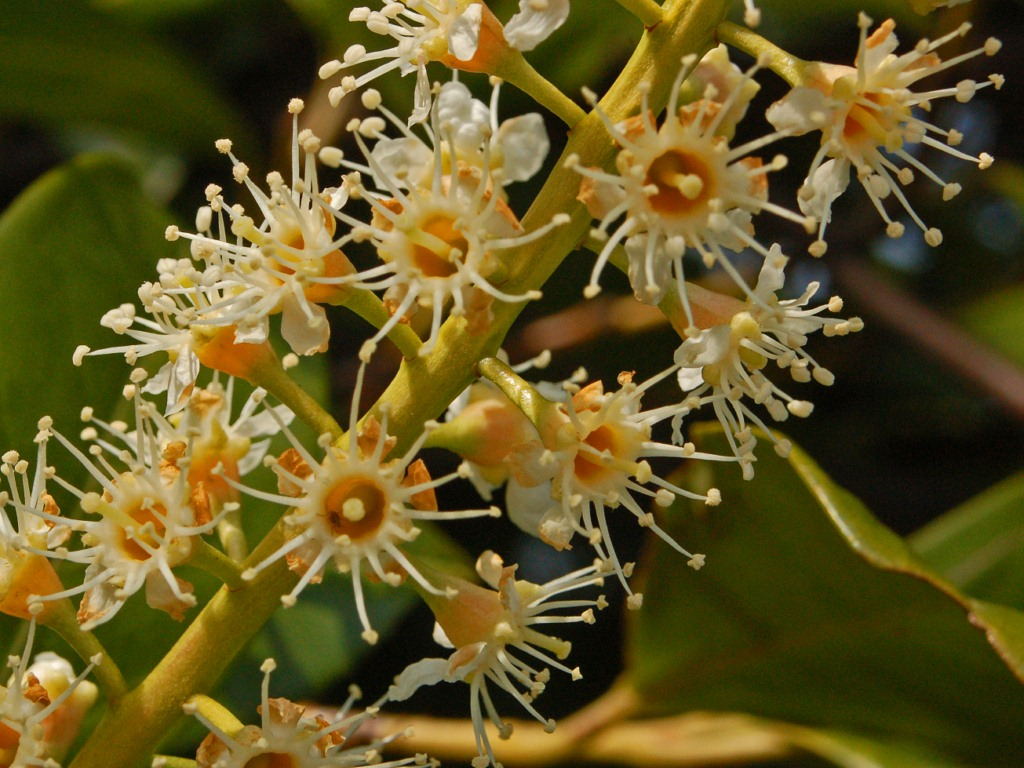
Dettaglio dei fiori
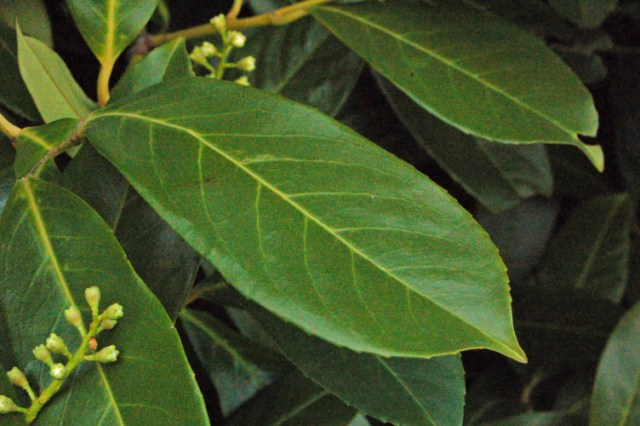
Foglia
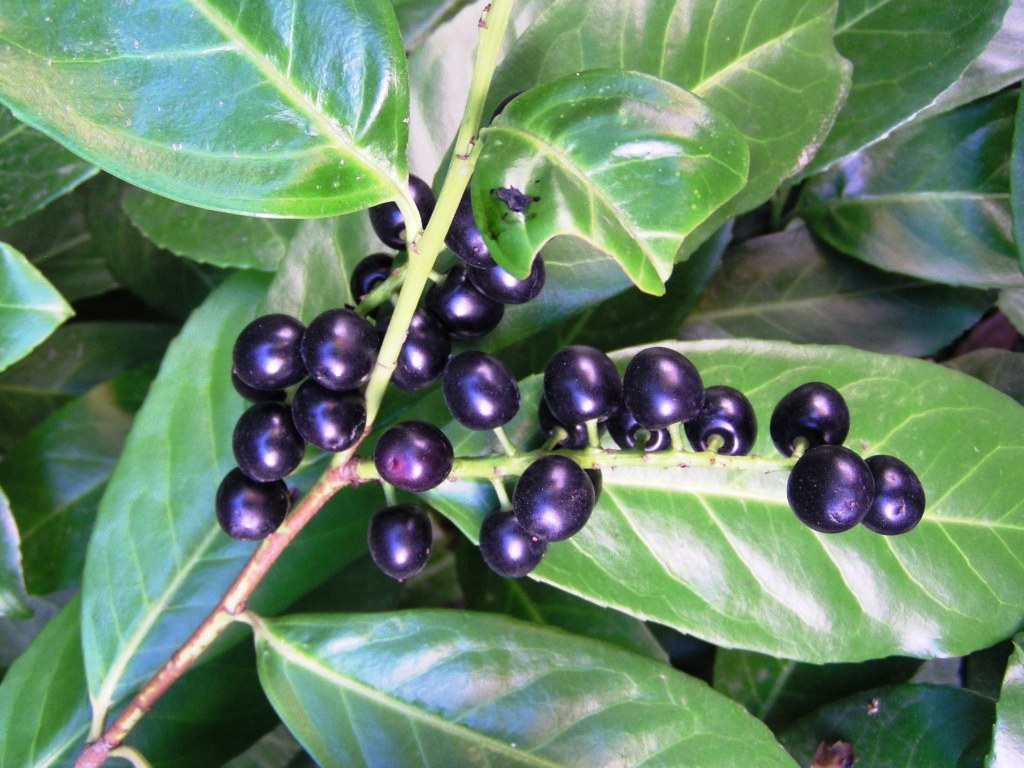
Frutti